# Huttérien
Le huttérien, également appelé allemand huttérien ou allemand carinthien, est un dialecte allemand qui appartient au groupe de l'austro-bavarois. Cette langue est parlée par les huttérites qui vivent dans des colonies ethno-religieuses au Canada (essentiellement dans l'Ouest : Alberta, Saskatchewan, Manitoba et Colombie-Britannique), et aux États-Unis (Minnesota, Dakota du Nord, Dakota du Sud, Montana, État de Washington et Oregon).